# Borys Lankosz
Borys Bartłomiej Nizioł-Lankosz (ur. 31 marca 1973 w Krakowie) – polski reżyser, aktor i scenarzysta filmowy.

## Życiorys
Jest absolwentem Wydziału Reżyserii Państwowej Wyższej Szkoły Filmowej, Telewizyjnej i Teatralnej im. Leona Schillera w Łodzi. W zakresie filmu fabularnego zadebiutował obrazem Rewers. Jest członkiem Polskiej Akademii Filmowej i Europejskiej Akademii Filmowej. Zasiada w zarządzie Gildii Reżyserów Polskich.

## Filmografia
- Radegast (dokument)
- Obcy VI (fabuła, krótki metraż)
- Rewers
- Ziarno prawdy (2014)
- Autor Solaris (2016, biograficzny film dokumentalny o Stanisławie Lemie)
- Pod powierzchnią (2018)
- Ciemno, prawie noc (2019)

## Role filmowe
- 1983: 6 milionów sekund – Krzysiek
- 2009: Janosik. Prawdziwa historia – Vavrek
- 2009: Janosik. Prawdziwa historia, serial – Vavrek
- 2012: Paradoks – więzień z igłą (odc. 13)

## Nagrody i wyróżnienia
- 2009: główna nagroda Złote Lwy nadana w ramach 34. Festiwalu Polskich Filmów Fabularnych w Gdyni za film Rewers
- 2010: film Rewers był kandydatem do Oscara w 2010 w kategorii 'Najlepszy film nieangielskojęzyczny'
- 2010: Doroczna Nagroda Ministra Kultury i Dziedzictwa Narodowego
- 2010: Paszport „Polityki” – nagroda w kategorii: Film za "najlepszy debiut nie tylko ostatniego roku. Za nowe spojrzenie na historię Polski, bez patosu i uproszczonych ocen. Za wyrafinowane poczucie humoru oraz świetną pracę z aktorami"[2]